# 아키바 류지
아키바 류지(일본어: 秋葉 竜児, 1984년 6월 13일 ~ )는 일본의 전 축구 선수이다.

## 구단 경력
나고야 그램퍼스 에이트, 베갈타 센다이에서 활동하였다.